# Шахрістанська нохія
Шахріста́нська но́хія (тадж. Ноҳияи Шаҳристон) — адміністративна одиниця другого порядку в складі Согдійського вілояту Таджикистану. Центр — кишлак Шахрістан, розташований за 90 км від Худжанда.

## Географія
Нохія розташована в долині річки Алтикуль. На сході межує з Ганчинською, на півночі — з Істаравшанською, на півдні — з Айнинською нохіями Согдійського вілояту, на заході має кордон з Узбекистаном.

## Адміністративний поділ
Адміністративно нохія поділяється на 2 джамоати:
| Шахрістанська нохія (2002) |           |                   |
| Джамоат                    | Населення | Центр             |
| Шахрістанський джамоат     | 18325     | кишлак Шахрістан  |
| Янгікургонський джамоат    | 12719     | кишлак Янгікургон |

## Історія
Нохія утворена на початку 1990-их років як Шахрістанський район в складі Ленінабадської області Таджицької РСР. Після здобуття Таджикистаном незалежності називається Шахрістанською нохією.